# Erfrid Heinecke
Gunther Erfrid Heinecke (auch Gunther Elfrid Heinecke, Gunther Erfried Heinecke; * 31. Mai 1898 in Frankfurt (Oder); † 3. Juni 1968 in Berlin) war ein deutscher Politiker (SPD).
Erfrid Heinecke kam als Kind nach Berlin und machte dort das Abitur. Er studierte an der Berliner Universität Staatswissenschaften und promovierte 1923. Zunächst arbeitete er als wissenschaftlicher Assistent bei der Carnegie-Stiftung, doch ab 1925 war er in der Geschäftsführung des Reichsverbands der Deutschen Industrie (RDI) tätig. 1935 wurde Heinecke aus politischen Gründen entlassen und schrieb anschließend Kriminalromane.
Nach dem Zweiten Weltkrieg trat Heinecke 1945 der SPD bei. Er arbeitete als Journalist bei der Tageszeitung Der Abend und später auch als Kommentator beim Radiosender RIAS. Ab 1949 war er freier Journalist. Nach der Berliner Wahl 1950 wurde Heinecke 1951 Bezirksstadtrat im Bezirk Wilmersdorf. Bei der folgenden Wahl 1954 wurde er zunächst in das Abgeordnetenhaus von Berlin gewählt, doch im März 1956 wurde er nun zum Bezirksstadtrat im Bezirk Schöneberg gewählt. 1963 schied er aus Altersgründen aus.